# Красиві села красиво горять
«Красиві села красиво горять» (серб. Лепа села лепо горе) — копродуційна стрічка, яка була висунута Сербією на здобуття премії «Оскар» у категорії «Найкращий фільм іноземною мовою», але не потрапила в остаточний список.

## Сюжет
На початку Боснійської війни двоє друзів Милан і Халіл живуть мирним життям. Діти бояться заходити в тунель, який було відкриту приблизно в 1980 році, їм ввижається там чудовиська. Тепер, коли усюди війна, Милан і його загін ховаються в цьому тунелі від мусульман. Але всі потрапляють у пастку, а разом з ними й американська журналістка. Вона була в автомобілі, який врізався. Намагаючись вийти з тунелю, кілька людей вбуло вбито. Відбувається зустріч Милана та Халіла, кожен з них заперечує причетність до звинувачень один одного. Сильно поранений Милан потрапляє в лікарню Белграда, де знущається з боснійського хлопчика й намагається навіть вбити його. Медсестри зупиняють чоловіка.

## У ролях
| Актор                   | Роль      |
| ----------------------- | --------- |
| Драган Бєлогрлич        | Милан     |
| Никола Койо             | Веля      |
| Драган Максимович       | Петар     |
| Зоран Цвиянович         | Швидкий   |
| Милорад Мандич          | Вилюшка   |
| Велімір Бата Живоїнович | Гвозден   |
| Драган Петрович         | Лаза      |
| Никола Пеякович         | Халіл     |
| Вера Додович            | вчитель   |
| Міра Баняц              | мама      |
| Бранка Катич            | медсестра |
| Лиза Монкюр             | Лиза      |
| Марко Ковиянич          | Марко     |

## Створення фільму

### Виробництво
Зйомки фільму проходили в Вишеграді, Боснія і Герцеговина та Прієполе, Сербія.

### Знімальна група
- Кінорежисер — Срджан Драгоєвич
- Сценаристи — Ваня Булич, Срджан Драгоєвич, Биляна Максич, Никола Пеякович
- Кінопродюсери — Драган Бєлогрлич, Никола Койо
- Композитори — Александар Хабч, Лаза Ристовски
- Кінооператор — Душан Йоксимович
- Кіномонтаж — Петар Маркович
- Художник-постановник — Миленко Єрмич
- Художник з костюмів — Татяна Стругар Драгоєвич[3].

## Сприйняття

### Критика
Фільм отримав схвальні відгуки. На сайті Rotten Tomatoes оцінка стрічки становить 95 % на основі 1 365 відгуків від глядачів (середня оцінка 4,2/5). Фільму зарахований «попкорн» від глядачів, Internet Movie Database — 8,7/10 (12 438 голосів).

### Номінації та нагороди
| Нагороди та номінації фільму «Красиві села красиво горять» | Нагороди та номінації фільму «Красиві села красиво горять» | Нагороди та номінації фільму «Красиві села красиво горять» | Нагороди та номінації фільму «Красиві села красиво горять» | Нагороди та номінації фільму «Красиві села красиво горять» | Нагороди та номінації фільму «Красиві села красиво горять» |
| Рік                                                        | Кінофестиваль/кінопремія                                   | Категорія/нагорода                                         | Номінант                                                   | Результат                                                  |                                                            |
| ---------------------------------------------------------- | ---------------------------------------------------------- | ---------------------------------------------------------- | ---------------------------------------------------------- | ---------------------------------------------------------- | ---------------------------------------------------------- |
| 1996                                                       | Міжнародний кінофестиваль у Салоніках                      | Нагорода глядачів                                          | Срджан Драгоєвич                                           | Перемога                                                   |                                                            |
| 1996                                                       | Міжнародний кінофестиваль у Салоніках                      | «Золотий Александр»                                        | Срджан Драгоєвич                                           | Номінація                                                  |                                                            |
| 1996                                                       | Міжнародний кінофестиваль у Сан-Паулу                      | Нагорода міжнародного журі                                 | Срджан Драгоєвич                                           | Перемога                                                   |                                                            |
| 1996                                                       | Стокгольмський міжнародний кінофестиваль                   | «Бронзовий кінь»                                           | Срджан Драгоєвич                                           | Перемога                                                   |                                                            |
| 1996                                                       | Міжнародний кінофестиваль у Мар-дель-Плата                 | Міжнародне змагання                                        | Срджан Драгоєвич                                           | Номінація                                                  |                                                            |